# Synedoida hudsonica
Synedoida hudsonica là một loài bướm đêm trong họ Erebidae.